# Departamento de Graneros
Departamento de Graneros är en kommun i Argentina.   Den ligger i provinsen Tucumán, i den norra delen av landet, 1 000 km nordväst om huvudstaden Buenos Aires. Antalet invånare är 13 063. Arean är 1 678 kvadratkilometer.
Terrängen i Departamento de Graneros är varierad.
Trakten runt Departamento de Graneros består till största delen av jordbruksmark. Runt Departamento de Graneros är det glesbefolkat, med 8 invånare per kvadratkilometer.